# Aetodactylus
Aetodactylus is een geslacht van uitgestorven pterosauriërs behorend tot de groep van de Pterodactyloidea dat tijdens het Laat-Krijt leefde in het gebied van het huidige Texas. De enige benoemde soort is Aetodactylus halli.

## Vondst en naamgeving
De typesoort Aetodactylus halli is in 2010 benoemd en beschreven door doctoraalstudent Timothy Scott Myers. De geslachtsnaam is afgeleid van het Klassiek Griekse aetos, 'arend' en daktylos, 'vinger', een verwijzing naar de Eagle Ford Group waartoe de geologische formatie waarin de resten gevonden zijn behoort. De soortaanduiding eert de ontdekker Lance Hall.
Het fossiel, holotype SMU 76383, is in 2006 gevonden bij werkzaamheden op een bouwplaats te Joe Pool Lake nabij Mansfield in een mariene zandafzetting van de Tarrantformatie, middelste Cenomanien, ongeveer 96 miljoen jaar oud. Het bestaat uit een zeer langwerpige mandibula, bij pterosauriërs gevormd door een samengroeiing van de onderkaken.

## Beschrijving
Aetodactylus was vermoedelijk een gespecialiseerde zwever en viseter met een vleugelspanwijdte van drie à vier meter die op open zee naar zijn prooi zocht.
De mandibula is 384 millimeter lang; de vergroeiing vooraan, de symphysis mandibulae, heeft een lengte van 158 millimeter en is erg plat met een dikte van zes tot vijftien millimeter, hoewel dat ten dele door compressie veroorzaakt is. De symphysis mandibulae eindigt in een lichte verbreding van zestien millimeter, een rozet om prooien te grijpen. Hierin bevinden zich de eerste vier paar tanden — de tanden zijn op twee na alleen als tandkassen bewaard gebleven. Naar achteren vernauwt de symphysis mandibulae tot dertien millimeter ter hoogte van het vijfde en zesde paar tanden en verbreedt dan weer tot een negentien millimeter op het punt waar de takken van de mandibula uit elkaar gaan, ter hoogte van het veertiende tandenpaar. Er bevindt zich geen kam op de mandibula. In totaal zijn er 27 tandenparen, waarvan de rij de voorste 74 procent van de onderkaaklengte uitmaakt. De eerste twee paren staan schuin naar voren gericht; de achterste tanden rechtop en iets naar binnen. De tanden variëren in diameter van 5,7 tot 3,5 millimeter. Zij zijn ovaal in doorsnede waarbij de lange as van voren en binnen naar achteren en buiten gericht is. Het tweede paar is het grootst, het derde paar iets kleiner. Paar vijf en zes zijn duidelijk het kleinst; daarachter neemt de grootte weer toe tot de paren negen tot en met elf; daarna neemt de grootte geleidelijk af. De tanden staan vrij gelijkmatig verdeeld uit elkaar, met vermoedelijk een even groot aantal in de bovenkaken wat een totaal van 108 tanden op zou leveren. Tussen de achterste tanden zijn putjes zichtbaar waar de tanden van de bovenkaak in gerust hebben, met de tanden van de onderkaken in elkaar grijpend. Vooraan ontbreken die wat erop kan duiden dat de voorste tanden van de bovenkaak langer waren en zijwaarts uitstaken. De overgebleven tanden zijn slank, kegelvormig, scherp gepunt en iets naar achteren gebogen met gegroefd email.

## Fylogenie
Myers plaatste, zonder een exacte kladistische analyse uit te voeren, Aetodactylus in de Ornithocheiridae, op grond van de algemene vorm van de mandibula. Een plaatsing in de Ctenochasmatoidea, die ook het kenmerk van een platte symphysis mandibulae hebben, verwierp hij vanwege de geheel andere tandvorm. Een plaatsing in de Lonchodectidae achtte hij ook mogelijk, maar toch minder waarschijnlijk vanwege het ontbreken van een richel langs de buitenrand van de kaken en de veel nauwere middengroeve van de symphysis mandibulae. Het zou dan een van de jongste bekende leden van de ornithocheiriden zijn en pas de tweede die uit Noord-Amerika bekend is, na Uktenadactylus, een bewijs dat dat de groep lang een wereldwijde verspreiding behield. Aetodactylus onderscheidt zich van zijn verwanten door een gelijkmatiger tussenafstand van de tanden en de combinatie van een kleine rozet en een kamloze onderkaak. De soort zou nog het meest lijken op Boreopterus, die ook een kam mist maar een langere symphysis mandibulae heeft. Myers kiest in deze fylogenie expliciet voor het systeem van David Unwin, aangevend dat binnen dat van Alexander Kellner Aetodactylus tot de Anhangueridae zou kunnen behoren.

Hieronder staat een cladogram van Pêgas et alii (2019), waarin Aetodactylus opnieuw wordt geplaatst in de clade Targaryendraconia binnen de meer omvattende groep Ornithocheirae, en meer specifiek in de Cimoliopteridae:
|  | Aussiedraco    |
|  |                |
|  | Barbosania     |
|  |                |
|  | Targaryendraco |
|  |                |

|  | Aetodactylus  |
|  |               |
|  | Camposipterus |
|  |               |
|  | Cimoliopterus |
|  |               |

|  | Aussiedraco    |
|  |                |
|  | Barbosania     |
|  |                |
|  | Targaryendraco |
|  |                |

|  | Aetodactylus  |
|  |               |
|  | Camposipterus |
|  |               |
|  | Cimoliopterus |
|  |               |

|  | Hamipterus    |
|  |               |
|  | Iberodactylus |
|  |               |

|  | Tropeognathus    |
|  |                  |
|  | Coloborhynchinae |
|  |                  |
|  | Anhanguerinae    |
|  |                  |

|  | Hamipterus    |
|  |               |
|  | Iberodactylus |
|  |               |

|  | Tropeognathus    |
|  |                  |
|  | Coloborhynchinae |
|  |                  |
|  | Anhanguerinae    |
|  |                  |

|  | Aussiedraco    |
|  |                |
|  | Barbosania     |
|  |                |
|  | Targaryendraco |
|  |                |

|  | Aetodactylus  |
|  |               |
|  | Camposipterus |
|  |               |
|  | Cimoliopterus |
|  |               |

|  | Aussiedraco    |
|  |                |
|  | Barbosania     |
|  |                |
|  | Targaryendraco |
|  |                |

|  | Aetodactylus  |
|  |               |
|  | Camposipterus |
|  |               |
|  | Cimoliopterus |
|  |               |

|  | Hamipterus    |
|  |               |
|  | Iberodactylus |
|  |               |

|  | Tropeognathus    |
|  |                  |
|  | Coloborhynchinae |
|  |                  |
|  | Anhanguerinae    |
|  |                  |

|  | Hamipterus    |
|  |               |
|  | Iberodactylus |
|  |               |

|  | Tropeognathus    |
|  |                  |
|  | Coloborhynchinae |
|  |                  |
|  | Anhanguerinae    |
|  |                  |

|  | Aussiedraco    |
|  |                |
|  | Barbosania     |
|  |                |
|  | Targaryendraco |
|  |                |

|  | Aetodactylus  |
|  |               |
|  | Camposipterus |
|  |               |
|  | Cimoliopterus |
|  |               |

|  | Aussiedraco    |
|  |                |
|  | Barbosania     |
|  |                |
|  | Targaryendraco |
|  |                |

|  | Aetodactylus  |
|  |               |
|  | Camposipterus |
|  |               |
|  | Cimoliopterus |
|  |               |

|  | Hamipterus    |
|  |               |
|  | Iberodactylus |
|  |               |

|  | Tropeognathus    |
|  |                  |
|  | Coloborhynchinae |
|  |                  |
|  | Anhanguerinae    |
|  |                  |

|  | Hamipterus    |
|  |               |
|  | Iberodactylus |
|  |               |

|  | Tropeognathus    |
|  |                  |
|  | Coloborhynchinae |
|  |                  |
|  | Anhanguerinae    |
|  |                  |

|  | Aussiedraco    |
|  |                |
|  | Barbosania     |
|  |                |
|  | Targaryendraco |
|  |                |

|  | Aetodactylus  |
|  |               |
|  | Camposipterus |
|  |               |
|  | Cimoliopterus |
|  |               |

|  | Aussiedraco    |
|  |                |
|  | Barbosania     |
|  |                |
|  | Targaryendraco |
|  |                |

|  | Aetodactylus  |
|  |               |
|  | Camposipterus |
|  |               |
|  | Cimoliopterus |
|  |               |

|  | Hamipterus    |
|  |               |
|  | Iberodactylus |
|  |               |

|  | Tropeognathus    |
|  |                  |
|  | Coloborhynchinae |
|  |                  |
|  | Anhanguerinae    |
|  |                  |

|  | Hamipterus    |
|  |               |
|  | Iberodactylus |
|  |               |

|  | Tropeognathus    |
|  |                  |
|  | Coloborhynchinae |
|  |                  |
|  | Anhanguerinae    |
|  |                  |